# Cyprus Government Railway
Cyprus Government Railway – linia kolejowa istniejąca na Cyprze w latach 1905–1951 i łącząca Famagustę z Ewrichu poprzez Nikozję i Morfu. Linia powstawała w trzech fragmentach, które były oddawane do użytku kolejno w latach 1905 (Famagusta – Nikozja), 1907 (Nikozja – Morfu) oraz 1915 (Morfu – Ewrichu). W latach 1931–1932 zamknięto fragment trzeciego odcinka linii oraz rozpoczęto dyskusję nad jej całkowitą likwidacją ze względu na jej nierentowność. Kolejny fragment linii zamknięto w 1948 roku, a z końcem 1951 zakończono przewozy na całej długości linii. W latach 1952–1953 dokonano fizycznej likwidacji linii oraz sprzedaży lokomotyw i wagonów. W XXI wieku powstało muzeum kolei na stacji w Ewrichu.

## Przebieg
Linia kolejowa przebiegała na osi wschód–zachód w północnej części wyspy. Przez większą część trasy biegła równolegle, po południowej stronie pasma górskiego Kyrenia, aby w okolicy zatoki Morfu odbić na południe. Linia rozpoczynała się w portowej Famaguście, a następnie przekraczając równinę Mesaria wznosiła się do wysokości 140 m n.p.m. w okolicy Nikozji. Za Nikozją linia kontynuowała wznoszenie się do 228 metrów, aby przed osiągnięciem Morfu opaść w kierunku zatoki. Po odbiciu w kierunku południowym rozpoczynała strome wznoszenie się (z nachyleniem rzędu 3,7%) w kierunku gór Trodos, aż do osiągnięcia 396 metrów w Ewrichu.

## Historia

### Budowa
Pierwsze plany budowy kolei z Nikozji do Famagusty pochodzą z lat 1878–1879, jednak zostały one porzucone ze względu na brak środków finansowych.
W latach 1899–1902 powrócono do koncepcji budowy kolei łączącej Nikozję z jednym z portów. Budowa linii kolejowej miała być połączona z modernizacją i pogłębieniem portu, tak aby zwiększyć jego przepustowość. W roku 1903 Crown Agents wysłało na Cypr inżyniera Fredericka Shelforda, który przedstawił rekomendację budowy kolei o rozstawie szyn 762 mm z Famagusty przez Nikozję do Karawostasi. Rekomendacja ta wykluczała port w Larnace, gdyż miał on dobre, drogowe połączenie z Nikozją. Koszt budowy kolei szacowany był na 141 526 funtów.
Prace nad budową kolei rozpoczęła w maju 1904 firma Baker Shelford. Pierwszy odcinek o długości 57,9 km prowadzący z Famagusty do Nikozji został otwarty 21 października 1905. Uroczystość otwarcia linii odbyła się na stacji w Famaguście. Zbudowano także długie na 1,6 km odgałęzienie do portu w Famaguście.
Prace przygotowawcze do budowy drugiego odcinka z Nikozji do Morfu (37,8 km) rozpoczęto w marcu 1905, natomiast sama budowa zaczęła się w lipcu. Fragment ten otwarto 31 marca 1907 roku.
W 1913 roku opublikowano wykonaną w 1910 roku analizę dotyczącą dalszej rozbudowy sieci kolejowej. Ze względu na brak zysków z działalności kolei zdecydowano się na budowę stacji końcowej w Ewrichu. Prace nad tym odcinkiem rozpoczęto w listopadzie 1913. Linia o długości 24,9 km została oddana do użytku 14 czerwca 1915.
Pierwszy odcinek linii kosztował 87 396 funtów, drugi 34 731 funtów, natomiast trzeci 31 683. Łączny koszt uruchomienia kolei wyniósł 199 367.

### Kryzys i likwidacja linii
W październiku 1931 roku podczas zamieszek Enosis ponad 100 metrów torów i 4,8 km kabla telegraficznego zostało zniszczone przez protestujących, gdyż linia kolejowa była postrzegana jako symbol rządów brytyjskich. 31 grudnia tego samego roku stacja w Ewrichu została zamknięta w ramach odwetu na atak na przedstawiciela rządu.
Ze względu na to, że kolej przynosiła straty w marcu 1932 roku wykonano raport, który proponował, całkowite zamknięcie odcinka 3 oraz częściowe zamknięcie odcinka 2 i zastąpienie go połączeniem drogowym. W tym samym roku, pomimo sprzeciwu lokalnych władz, 8 końcowych kilometrów toru (od stacji w Ewrichu do Kalo Chorio) zostało rozebranych i sprzedanych.
W okresie II wojny światowej dyskusje na temat likwidacji linii zostały wstrzymane, jako że była ona używana przez Royal Air Force do przewozu wojsk, amunicji i zapasów z przystani w Famaguście do bazy w Nikozji i innych miejscowościach leżących na trasie. Specjalnie w tym celu w 1940 roku zbudowano pięciusetmetrowe odgałęzienie od głównej linii do lotniska Royal Air Force w Nikozji. Po zakończeniu wojny temat likwidacji linii powrócił jako, że nie była ona w stanie konkurować z nową drogą łączącą Nikozję z Famagustą, która została zbudowana w latach 1937–1941.
W czerwcu 1948 roku zakończono przewozy na całej długości odcinka 2. 10 listopada 1951 roku ogłoszono, że kolej zakończy funkcjonowanie z dniem 31 grudnia 1951. Ostatni pociąg na linii wyruszył z Nikozji 31 grudnia o godzinie 14:57 i dotarł do stacji w Famaguście na godzinę 16:38.

### Rozbiórka linii
Rozbiórka torowiska na głównej części linii zakończyła się w marcu 1952. Większość lokomotyw i wagonów (z wyjątkiem lokomotyw 1 i 31, oraz niektórych wagonów, które zostały sprzedane mieszkańcom, a następnie użytkowane jako szopy lub zagrody dla zwierząt) zostało kolejno pociętych, a następnie sprzedanych firmie Meyer Newman & Co. za cenę 65 626 funtów, która w marcu i kwietniu 1953 wywiozła je do Włoch. W czasie, kiedy większość lokomotyw wykorzystywana była do rozbiórki linii, lokomotywa numer 11, jeszcze w sierpniu 1952 była użytkowana do dostarczania wody do przystani dla należącego do Public Works Department holownika Desdemona.
Przedostatnią z dwóch pozostałych lokomotyw (numer 31) wywieziono na złomowisko w Nikozji w lipcu 1953, gdzie po 10 latach została ona pocięta.
Lokomotywa numer 1. została zachowana i po krótkim remoncie ustawiona przed budynkiem stacji w Famaguście.
Wagon numer 152 został ustawiony niedaleko hotelu Hilton w Nikozji. W roku 1995 został odnowiony i ustawiony w parku Kaimakli, lecz szybko został z niego usunięty ze względu na zniszczenia dokonane przez wandali.
Budynki stacji kolejowych w Angastinie, Kokinotrimitia i Kalokhorio zostały przekazane policji, na stacji w Morfu został otwarty gabinet weterynaryjny, a budynki w Styllos i Enkomi zostały w roku 1973 wyburzone.

## Przewozy i usługi

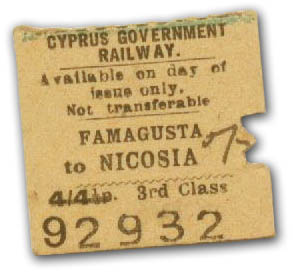
Bilet trzeciej klasy z Famagusty do Nikozji

Początkowo na linii kursowały dwie pary pociągów. Rozkład jazdy z 1906 roku zawierał następujące połączenia:
| Nikozja   | ↓ | 7:00  | 14:45 | ↑ | 10:37 | 18:20 |
| Famagusta | ↓ | 10:05 | 16:50 | ↑ | 8:35  | 15:15 |

Dodatkowo uruchamiano także pociągi kiedy do portu w Famaguście przypłynął statek. Od 1935 lub 1938 roku, w rozkładzie pojawiły się niedzielne pociągi z Nikozji do Famagusty o nazwie „Cite d’Azur” umożliwiające mieszkańcom Nikozji wybranie się na plażę. Specjalne pociągi uruchamiano także przy okazji różnych wydarzeń przyciągających dużą liczbę mieszkańców jak Orange Festival organizowany w Famaguście czy lokalne jarmarki.
Kolej oferowała bilety pojedyncze, powrotne, zniżkowe dla dzieci oraz darmowe bilety dla przedstawiciel rządu w trzech klasach. Używano kartonikowych biletów Edmondsona w różnych kolorach w zależności od klasy. Nadruk na biletach był w języku angielskim.
W latach 1912–1939 kolej oferowała także usługi pocztowe (we współpracy z Khedivial Mail Line, która operowała flotą statków zapewniających połączenia m.in. z Egiptem) i wydawała własne znaczki. Na każdej ze stacji znajdował się telegraf, a kolej była jedną z pierwszych instytucji na Cyprze posiadających swój własny system telefoniczny.
Podczas 46 lat istnienia kolej przewiozła 3 199 934 ton towarów i 7 348 643 pasażerów.

## Stacje i przystanki

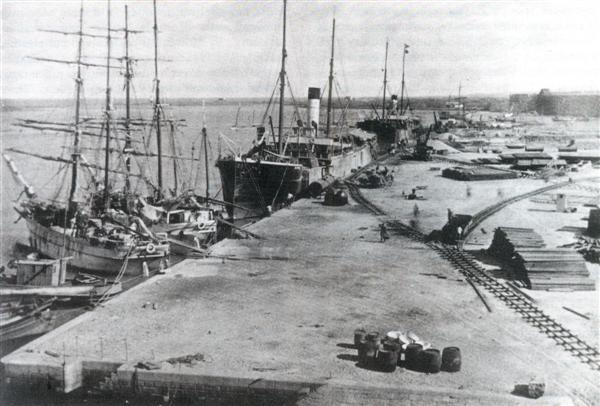
Przystań w Famaguście z widocznymi torami kolejowymi

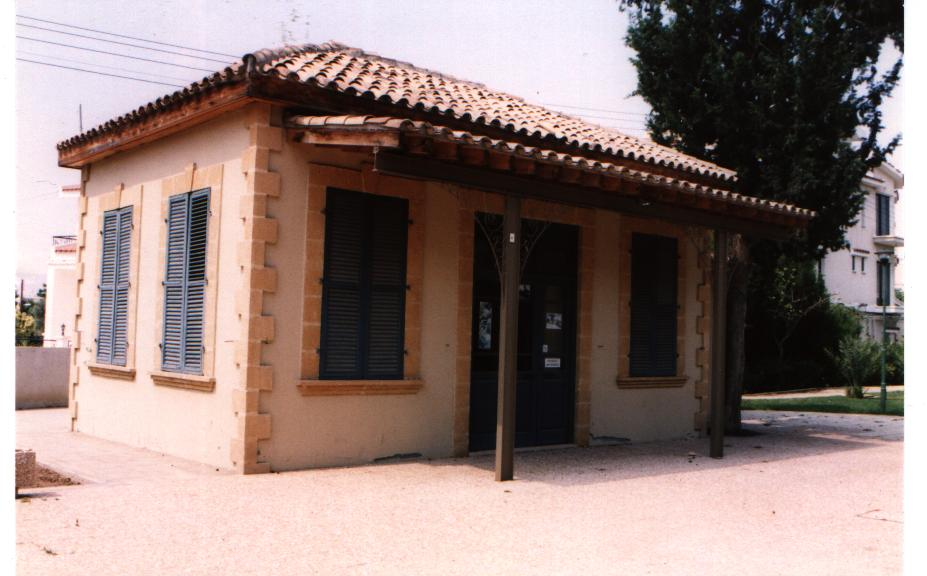
Dworzec w Kaimakli w 2002 roku

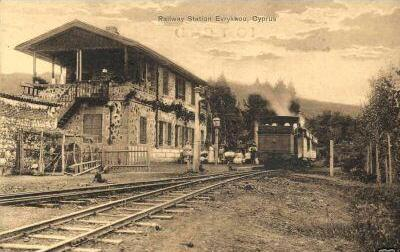
Dworzec w Ewrichu

|                      | Kilometr | Nazwa                     | Miejscowość           | Infrastruktura                                                              |
| -------------------- | -------- | ------------------------- | --------------------- | --------------------------------------------------------------------------- |
| Odcinek do przystani |          |                           |                       |                                                                             |
| 1.                   | 1,58     | Famagusta Harbour         | Famagusta             |                                                                             |
| Odcinek 1            |          |                           |                       |                                                                             |
| 2.                   | 0        | Famagusta City            | Famagusta             | budynki administracyjne, lokomotywownia, wagonownia, obrotnica, żuraw wodny |
| 3.                   | 1,63     | Famagusta Municipal store | Famagusta             | mijanka                                                                     |
| 4.                   | 2,51     | English                   |                       |                                                                             |
| 5.                   | 7,14     | Engomi                    | Enkomi                |                                                                             |
| 6.                   | 12,39    | Styllos                   | Stili                 | mijanka                                                                     |
| 7.                   | 14,91    | Gaidhouras                | Jaiduras              |                                                                             |
| 8.                   | 19,19    | Prastio                   | Prastio               |                                                                             |
| 9.                   | 22,33    | Pyrga                     | Pirga                 | mijanka                                                                     |
| 10.                  | 25,47    | Yenagra                   | Jenagra               | mijanka, wieżowy zbiornik na wodę, obrotnica                                |
| 11.                  | 30,09    | Vitsadha                  | Witsada               |                                                                             |
| 12.                  | 32,89    | Marathovouno/Mousoulita   | Maratowunos/Musulita  | mijanka                                                                     |
| 13.                  | 35,97    | Angastina                 | Angastina             |                                                                             |
| 14.                  | 38,68    | Kourou Monastir           | Kuru Monastiri        |                                                                             |
| 15.                  | 41,56    | Exometokhi                | Ekso Metochi          |                                                                             |
| 16.                  | 43,85    | Epikho                    | Epicho                | mijanka                                                                     |
| 17.                  | 45,97    | Trakhoni                  | Trachoni              |                                                                             |
| 18.                  | 51,64    | Mia Milea                 | Mia Milia             |                                                                             |
| 19.                  | 55,98    | Kaimakli                  | Kaimakli              | mijanka                                                                     |
| 20.                  | 57,53    | Nicosia City              | Nikozja               | lokomotywownia                                                              |
| Odcinek 2            |          |                           |                       |                                                                             |
| 21.                  | 61,58    | Ayios Dhometios           | Ajos Dometios         |                                                                             |
| 22.                  | 66,87    | Aerodrome                 | Port lotniczy Nikozja | pętla                                                                       |
| 23.                  | 69,56    | Yerolakkos                | Jerolakos             |                                                                             |
| 24.                  | 75,78    | Kokkini Trimithia         | Kokinotrimitia        |                                                                             |
| 25.                  | 82,08    | Dhenia                    | Denia                 | mijanka                                                                     |
| 26.                  | 85,01    | Avlona                    | Awlona                | mijanka                                                                     |
| 27.                  | 87,25    | Peristerona               | Peristerona           | mijanka                                                                     |
| 28.                  | 90,26    | Kato Kopia                | Katokopia             | mijanka                                                                     |
| 29.                  | 92,13    | Argaki                    | Argaki                | mijanka                                                                     |
| 30.                  | 95,25    | Morphou Town              | Morfu                 | lokomotywownia                                                              |
| Odcinek 3            |          |                           |                       |                                                                             |
| 31.                  | 99,98    | Nikitas                   | Nikitas               |                                                                             |
| 32.                  | 100,02   | Baraji                    | Prastio               |                                                                             |
| 33.                  | 103,48   | Ghaziveran                | Kaziwera              |                                                                             |
| 34.                  | 106,94   | Pendayia                  | Pendaja               | mijanka                                                                     |
| 35.                  | 109,43   | Karyotis                  |                       | mijanka                                                                     |
| 36.                  | 112,33   | Kalokhorio                | Kalo Chorio           |                                                                             |
| 37.                  | 114,02   | Skouriotissa              | Skuriotisa            |                                                                             |
| 38.                  | 116,84   | Phlasou                   | Flasu                 |                                                                             |
| 39.                  | 119,98   | Evrykhou                  | Ewrichu               |                                                                             |

## Tabor

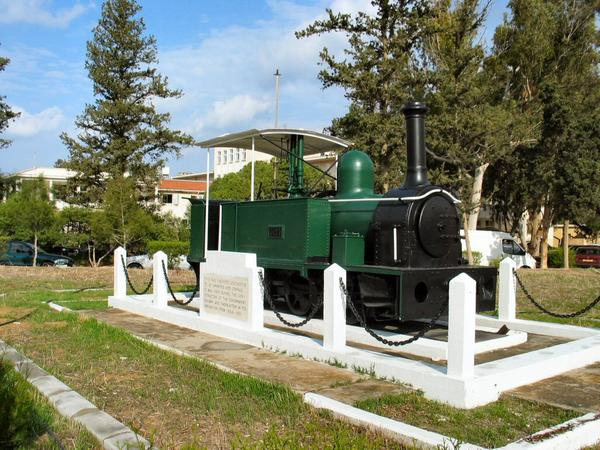
Lokomotywa numer 1

Kolej dysponowała 12 lokomotywami. Lokomotywa o numerze 1 była produkcji Hunslet Engine Company, lokomotywy 11, 12, 21–23, 31,32 Nasmyth, Wilson and Company a 41–44 Kitson and Company.
W użyciu było 17 wagonów osobowych. Wagony o numerach od 1 do 13 zostały wyprodukowane przez Metropolitan Amalgamated Railway Carriage and Wagon Company – pierwsze 9 w roku 1905 a kolejne 4 w 1907. Wagony 14 oraz 15 zostały zbudowane wyprodukowane lokalnie na ramach oraz wózkach zakupionych w Anglii. Ostatnie dwa wagony zostały wykonane w 1920 roku przez Bristol Wagon & Carriage Works.
Użytkowano także 100 wagonów towarowych. W okresie I wojny światowej, w związku ze zwiększonym zapotrzebowaniem na przewóz towarów wypożyczono od Egyptian Delta Light Railways oraz Palestine Military Railway 50 dodatkowych wagonów, które potem, w 1921 roku, zakupiono.
W latach trzydziestych znacznie zwiększono także liczbę wagonów silnikowych wraz z doczepami.
| Numer | Układ osi | Rok zakupu | Waga      | Producent                   |
| ----- | --------- | ---------- | --------- | --------------------------- |
| 1     | C         | 1904       | 10 923 kg | Hunslet Engine Company      |
| 11    | 2B        | 1904       | 13 717 kg | Nasmyth, Wilson and Company |
| 12    | 2B        | 1904       | 13 717 kg | Nasmyth, Wilson and Company |
| 21    | 1C        | 1904       | 14 377 kg | Nasmyth, Wilson and Company |
| 22    | 1C        | 1904       | 14 377 kg | Nasmyth, Wilson and Company |
| 23    | 1C        | 1911       | 14 377 kg | Nasmyth, Wilson and Company |
| 31    | 1C1       | 1907       | 20 575 kg | Nasmyth, Wilson and Company |
| 32    | 1C1       | 1908       | 20 575 kg | Nasmyth, Wilson and Company |
| 41    | 2'D2'     | 1915       | 36 832 kg | Kitson and Company          |
| 42    | 2'D2'     | 1915       | 36 832 kg | Kitson and Company          |
| 43    | 2'D2'     | 1920       | 36 832 kg | Kitson and Company          |
| 44    | 2'D2'     | 1920       | 36 832 kg | Kitson and Company          |

| Typ              | Numer      | Data zakupu | Liczba siedzeń | Producent         |
| ---------------- | ---------- | ----------- | -------------- | ----------------- |
| Wagony silnikowe | A          | 1932        | 2              | D. Wickham & Co   |
| Wagony silnikowe | B          | 1932        | 6              | Drewry Car Co     |
| Wagony silnikowe | C          | 1914        | 9              | Drewry Car Co     |
| Wagony silnikowe | D          | 1932        | 12             | D. Wickham & Co   |
| Wagony silnikowe | E, F, G    | 1934        | 12             | D. Wickham & Co   |
| Wagony silnikowe | V8-1, V8-2 | 1934        | 12             | D. Wickham & Co   |
| Wagony doczepne  | 1, 2, 3    | 1934        | 16             | Produkcja lokalna |
| Wagony doczepne  | 4          | 1939        | 16             | Produkcja lokalna |
| Wagony doczepne  | 5, 6       | 1934        | 8              | Produkcja lokalna |
| Wagony doczepne  | 7          | 1932        | 8              | Produkcja lokalna |
| Wagony doczepne  | 11         | 1946        | 16             | Produkcja lokalna |

## Muzeum

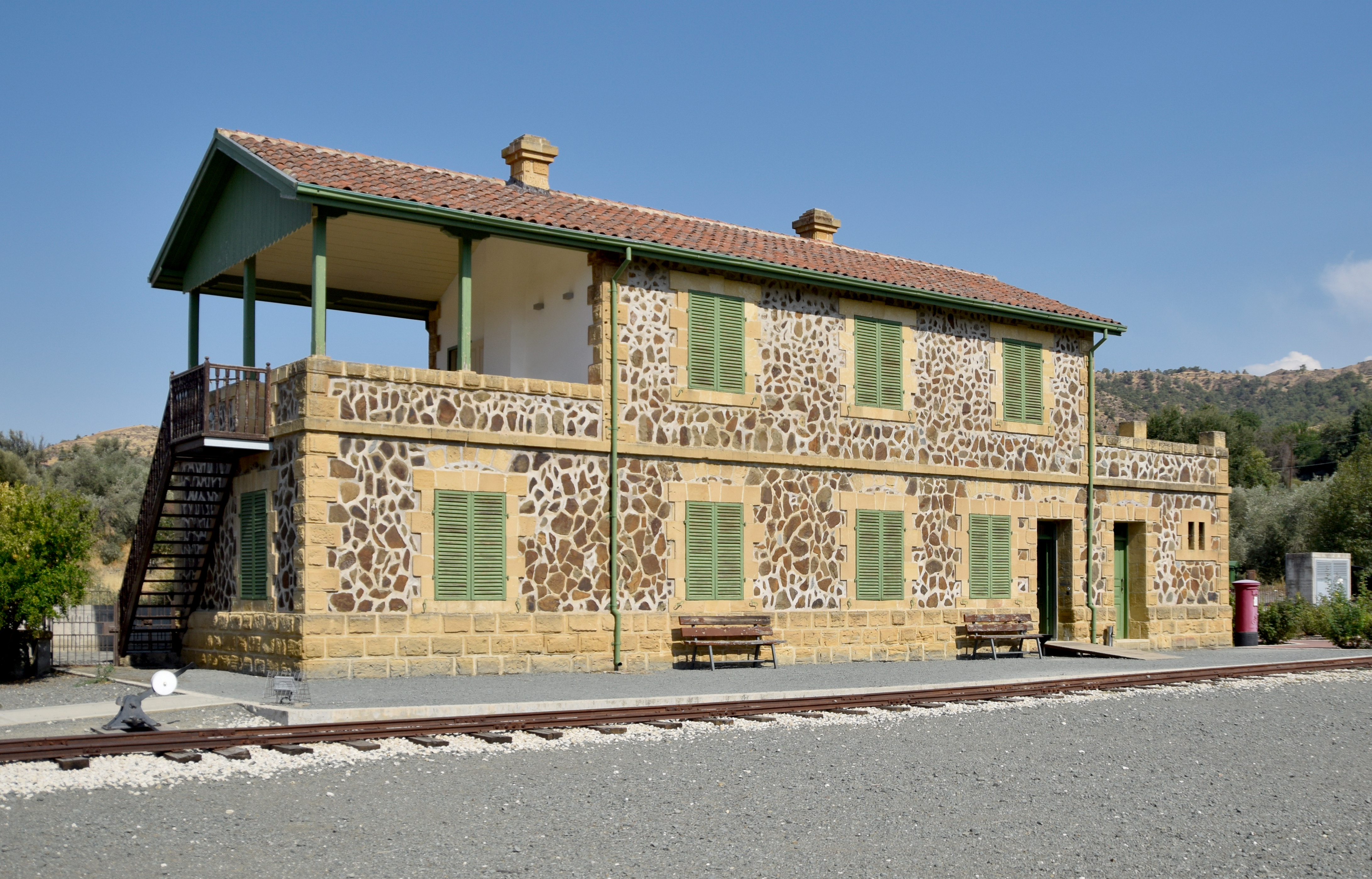
Muzeum Kolei Cypryjskich w Evrychou

Prace nad budową muzeum kolei na stacji w Ewrichu rozpoczęły się pomiędzy rokiem 2004 a 2006. Budynek został odbudowany po jego wysadzeniu przez Narodową Organizację Cypryjskich Bojowników w roku 1958. W roku 2011 muzeum ciągle było w budowie. W roku 2013 zakończony został remont budynku, obok którego ułożono około 100 metrów torów kolejowych w kształt litery Y. Na teren muzeum został przeniesiony także wagon numer 152 (po kolejnym remoncie wykonanym w 2012 roku).